# Je te mangerais
Pour plus de détails, voir Fiche technique et Distribution.
Je te mangerais est un film français réalisé par Sophie Laloy et sorti en 2009. La pianiste Brigitte Engerer apparaît à plusieurs reprises dans le film et en interprète les pièces classiques.

## Synopsis
Marie vient à Lyon étudier au conservatoire. Ses parents se sont arrangés pour l’installer dans l'appartement d'une cousine éloignée, Emma. Celle-ci vit seule depuis que son père est mort et sa mère l'a laissée tomber pour s’installer à New York. La vie commune avec cette amie d'enfance qu’elle avait oubliée se révèle difficile pour elle car Emma est très possessive. Ces exigences, qu’elle supporte au début, s’avèrent de plus en plus pénibles pour Marie qui manque de contacts et d'amis. Un soir, Emma ne se contrôle plus et essaie d’avoir des relations intimes avec Marie qui en est bouleversée, au point que ses études en souffrent. Emma voudrait que Marie ne soit plus qu'à elle, dans son désir malade, elle serait prête à tout. Marie se rend bien compte qu’Emma est comme un enfant privé d'amour, mais elle est incapable de supporter une telle intimité qui détruit sa vie. Il en résulte une relation tumultueuse entre les deux étudiantes, successivement amies, amantes et ennemies ; les sentiments entre elles évoluent au rythme de la musique,.

## Fiche technique
- Titre : Je te mangerais
- Titre international : You Will Be Mine
- Réalisation : Sophie Laloy
- Scénario : Sophie Laloy, Jean-Luc Gaget, Éric Veniard
- Musique : Robert Schumann, Maurice Ravel, Jean-Sébastien Bach, Modeste Moussorgski, Frédéric Chopin, Claude Debussy, Francis Poulenc, Johannes Brahms, Franz Schubert, Wolfgang Amadeus Mozart et André Caplet
- Production : Alain Terzian, Louis Becker
- Sociétés de distribution : Little Stone Distribution (France), K-Films Amérique (Québec)
- Pays de production :  France
- Langue originale : français
- Genre : drame, romance
- Durée : 96 minutes
- Dates de sortie :
  - France : 11 mars 2009
  - Québec : 2 octobre 2009

## Distribution
- Judith Davis : Marie
- Isild Le Besco : Emma
- Johan Libéreau : Sami
- Édith Scob : Melle Lainé
- Fabienne Babe : la mère de Marie
- Marc Chapiteau : le père de Marie
- Christian Bouillette : le directeur du Conservatoire
- Alain Beigel : Yves
- Cécile Laloy : Lucie
- Ondine Desfosses : Maud
- Lucie Bourdeu : Chloé
- Elodie Soulier : Pauline
- Erwan Larcher : Guillaume
- Damien Sabatier : Damien

## Production
Le film a été tourné à Paris, ainsi qu'à Lyon pour de nombreux extérieurs : pont Lafayette, quai du Général Sarrail, vue sur la basilique Notre-Dame de Fourvière, place des Terreaux, place Colbert, montée de la Grande-Côte, passerelle du Collège, place Bellecour, cour des Voraces.

## Musique

### Liste des titres
Sauf indication contraire, les informations mentionnées dans cette section peuvent être confirmées par le générique de fin de l'œuvre audiovisuelle présentée ici, ainsi que par la base de données cinématographiques IMDb,  présente dans la section « Liens externes ».
1. Brigitte Engerer[4], dont toutes les prises vidéo sont tirées de l'enregistrement vidéo d'un concert donné au Parc du Château de Florans - La Roque d'Anthéron
2. Jean-Sébastien Bach : Concerto en ré mineur d'après Marcello BWV 974, Adagio
3. Robert Schumann : Carnaval (Préambule, Chiarana, Chopin)
4. Modeste Moussorgski : Tableaux d'une Exposition (Com mortui in Lungua mortua)
5. Maurice Ravel : Pavane pour une Infante Défunte
6. Victoria Shereshevskaïa : chargée du coaching musical de Judith Davis pour le play-back, mais également du doublage de toutes les interprétations de Marie.
7. Jean Sébastien Bach : Concerto en ré mineur d'après Marcello
8. Frédéric Chopin : Étude Révolutionnaire en do mineur opus 10 n°12
9. Robert Schumann : Carnaval
10. Claude Debussy : Jardin sous la Pluie
11. Maurice Ravel : Pavane pour une Infante Défunte